# Забрањена љубав (ТВ серија из 2015)
Забрањена љубав (тур. Asla vazgeçmem) је турска телевизијска серија, снимана 2015. и 2016.
У Србији је приказивана 2018. и 2019. на телевизији Пинк.

## Синопсис
Након смрти њеног оца, Нур остаје без икога и присиљена је да живи са својом тетком која ради код једне од најпрестижнијих истанбулских породица, на ранчу Козан. Ранч Козанових има веома строга правила и у свакој од његових соба је шапат многих тајни. Тренутак упознавања Нур и Јигита Козана је знак веома бурних дана који ће преокренути живот на ранчу наглавачке.
Нур је одмах привукла пажњу мирних чланова породице, одмах је успоставила мајчински однос са Јигитовим сином Мертом који чезне за љубављу и мајчинском фигуром. Међутим, Јигит је познат по свом жестоком темпераменту и импулсивним реакцијама, док ће им Нурина тврдоглавост и инатљив став проузроковати им много сукоба, све док обоје не прихвате привлачност међу њима, и започне ватрена романса.
Двоје тврдоглавих љубавника чврсто игноришу своја срца, мада временом напокон попуштају. Међутим, Јигит има огромну тајну коју скрива од Нур. Сенка ове тајне излази на површину баш кад су њих двоје спремни да се препусте љубави, узрокујући раздвајање које је неизбежно. Љубав која је почела као сан за њих, претворила се у ноћну мору непорециве привлачности и немогућности да одустану једно од другог...

## Сезоне
| Сезона | Сезона | Број епизода (н) / (и)          | Приказивање у Турској                    | Приказивање у Србији                          |
| ------ | ------ | ------------------------------- | ---------------------------------------- | --------------------------------------------- |
|        | 1      | 18 / 47 (1 — 18) / (1 — 47)     | 12. фебруар 2015 — 11. јун 2015. ()      | 19. новембар 2018 — 22. децембар 2018. (Пинк) |
|        | 2      | 38 / 110 (19 — 56) / (48 — 157) | 1. октобар 2015 — 23. јун 2016. ()       | 22. децембар 2018 — 15. мај 2019. (Пинк)      |
|        | 3      | 3 / 8 (57 — 59) / (158 — 165)   | 22. септембар 2016 — 6. октобар 2016. () | 15. мај 2019 — 7. јун 2019. (Пинк)            |

## Улоге
| Глумац:            | Улога:                   | Епизода:         |
| ------------------ | ------------------------ | ---------------- |
| Толгахан Сајишман  | Јигит Козан              | 1-59             |
| Амине Гулше        | Нур Козан Инџи Санџактар | 1-59 36          |
| Шафак Пакдемир     | Иџлал Демирер Козан      | 1-59             |
| Ајшегул Гунај      | Ајтул Демирер            | 1-59             |
| Јонџа Џевхер       | Назан Козан              | 1-59             |
| Тугај Мерџан       | Џахит Козан              | 1-59             |
| Тугче Кумрал       | Елмас Челеби             | 1-59             |
| Танер Румели       | Фатих Селимер            | 39-59            |
| Шенџан Гулерјуз    | Керем Санџактар          | 19-36            |
| Зејнеп Косе        | Фикрет Селимер           | 51-56            |
| Еге Кокенли        | Јарен Козан              | 1-13; 51-59      |
| Хакан Динчкол      | Фират Козан              | 11-47; 51; 55-59 |
| Гозде Мутлуер      | Јагмур Козан             | 39-59            |
| Јагизкан Дикмен    | Емин Челеби              | 2-23; 38-59      |
| Хулија Гулшен      | Хафизе Челеби            | 1-29; 32-42      |
| Умит Јесин         | Тајар Челеби             | 1-29; 32-59      |
| Ферда Ишил         | Дуду Челеби              | 42-59            |
| Ерен Хаџисалихоглу | Синан Демирер            | 3-9              |
| Појраз Бајрамоглу  | Мерт Козан               | 1-59             |
| Ипек Елбан         | Хазал                    | 19-37            |
| Идил Ердоган       | Назли                    | 45-51; 59        |
| Умут Бијан         | Садет                    | 41-49            |
| Јавуз Четин        | Харун Козан              | 35-39            |
| Халил Кумова       | Адил                     | 35-39            |
| Булент Онур        | Казим                    | 33-37            |
| Булент Јашик       | Хазим                    | 33-37; 45        |
| Бихтер Алтај       | Фатма                    | 33-40            |
| Мурат Просчилер    | Ридван                   | 45-46            |
| Мустафа Туран      | Фахри                    | 35-36; 39        |